# Aurus Senat
Pour les articles homonymes, voir Senat et Sénat (homonymie).

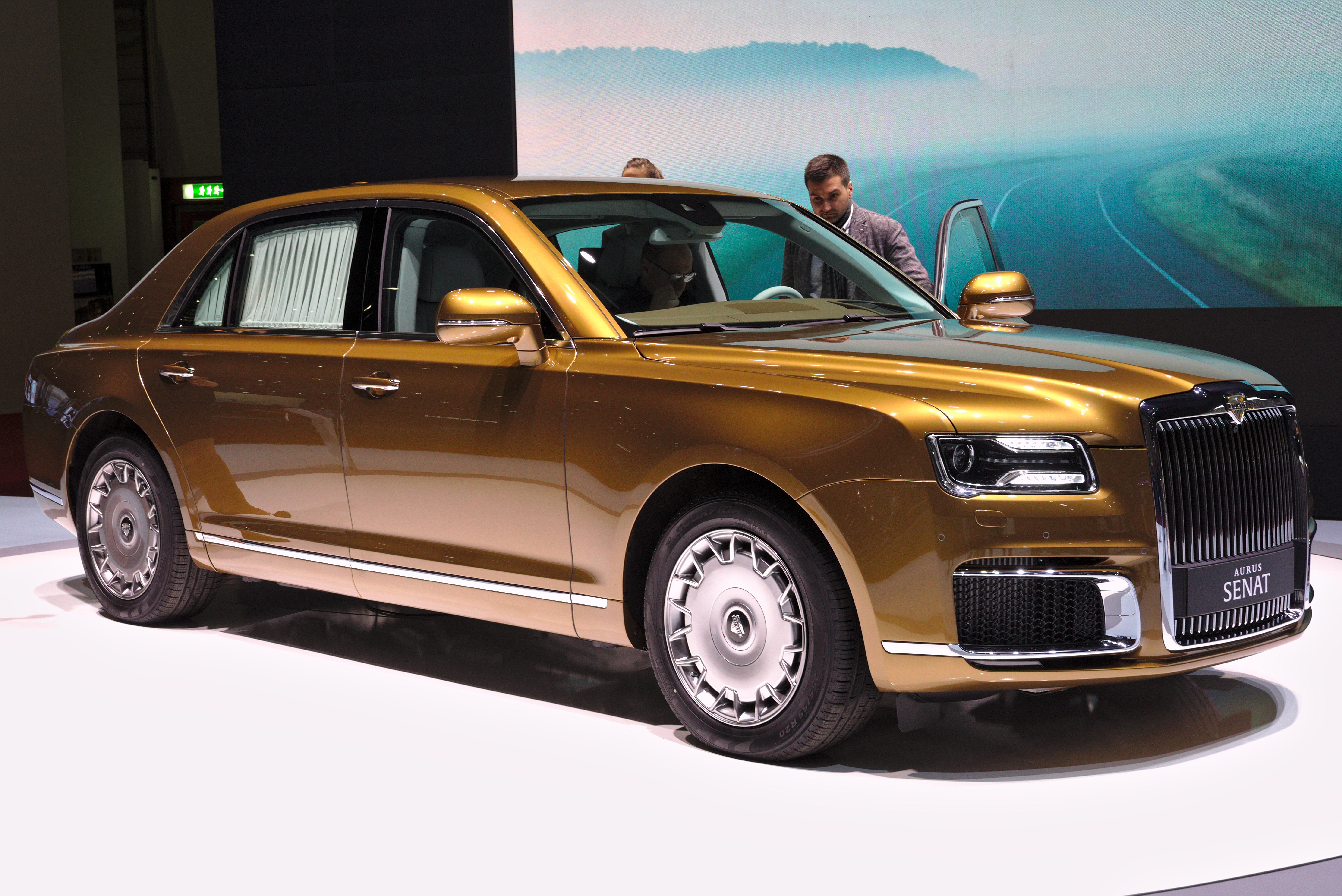
Aurus Senat

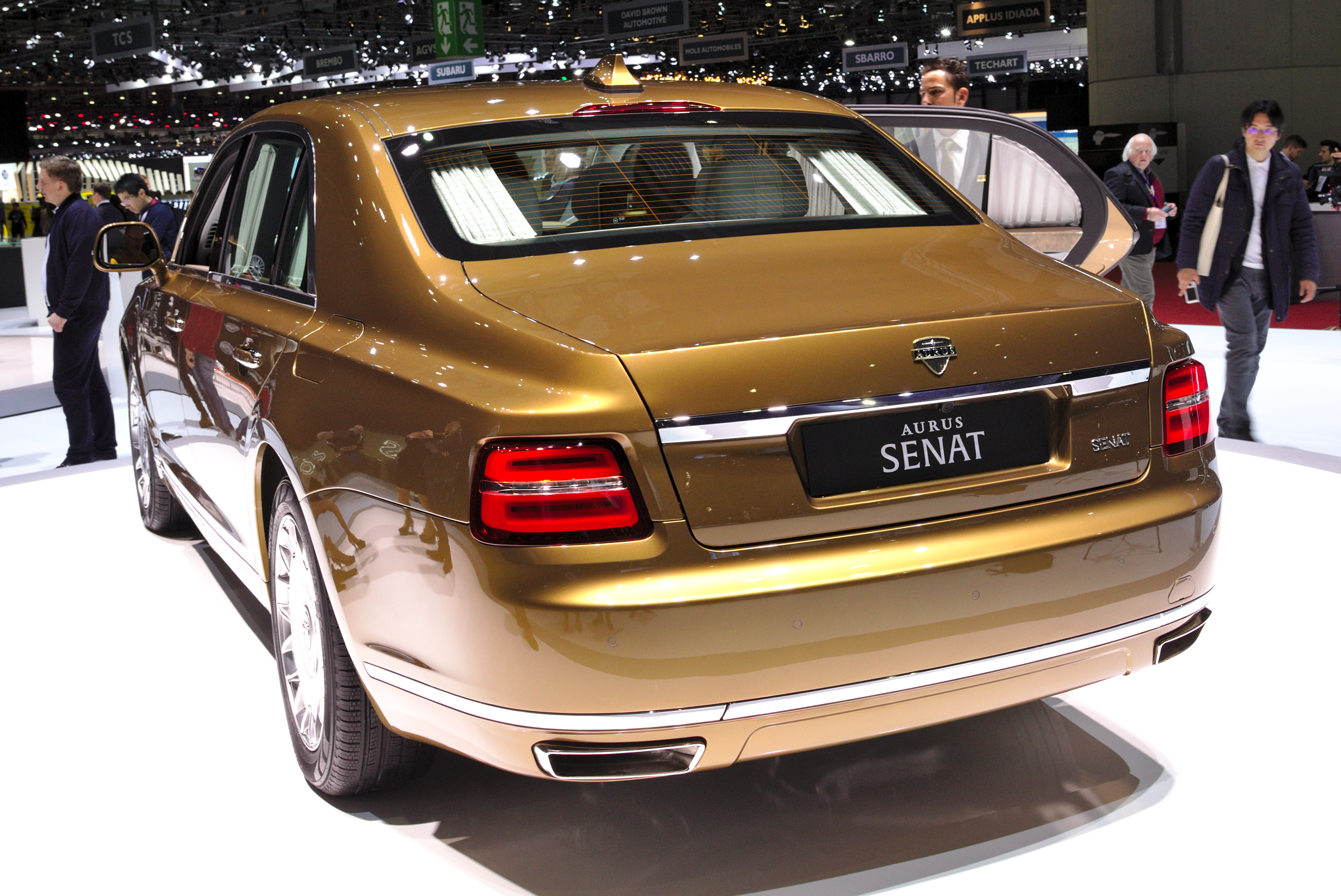
Vue de l'arrière

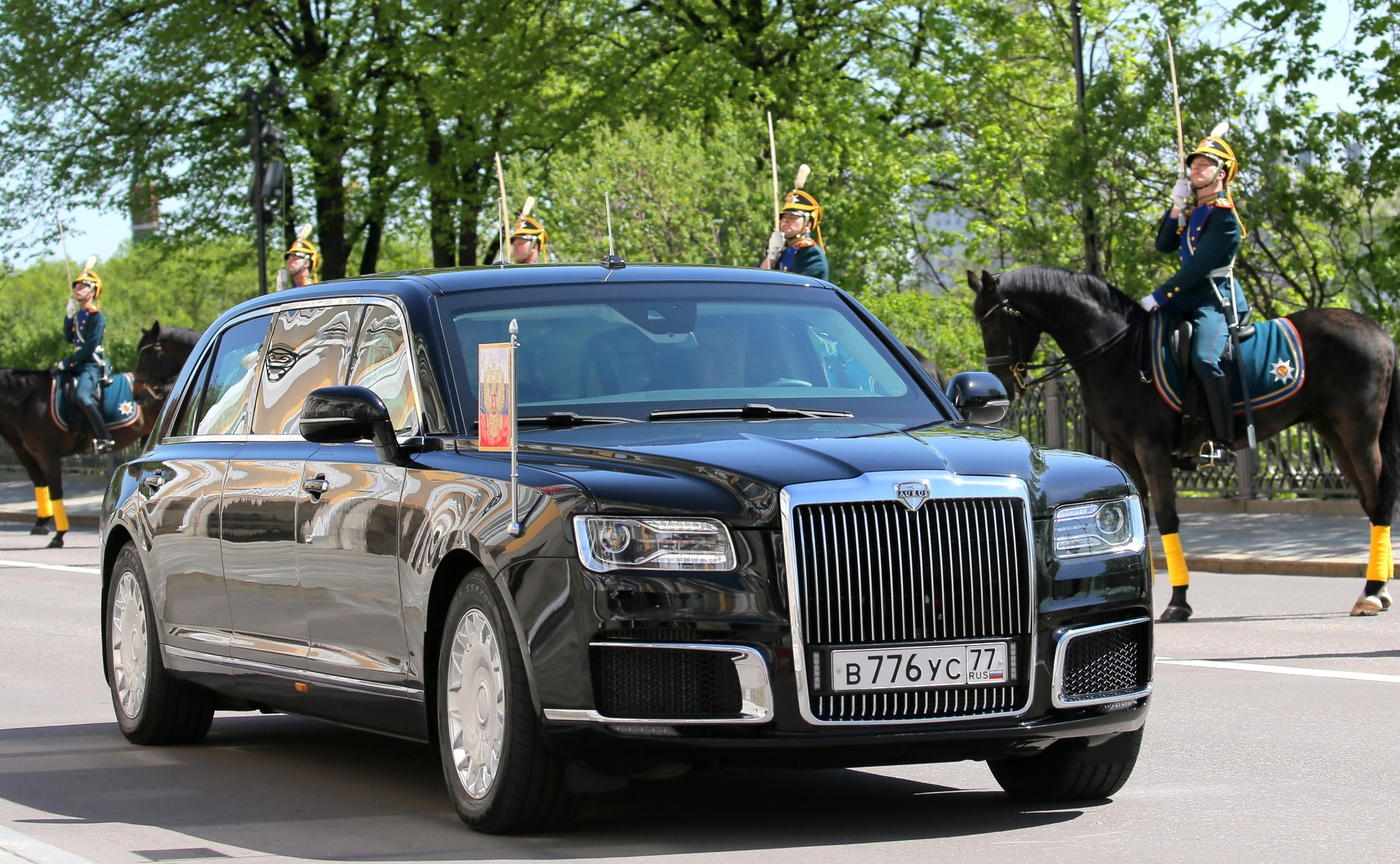
Aurus Senat de Vladimir Poutine.

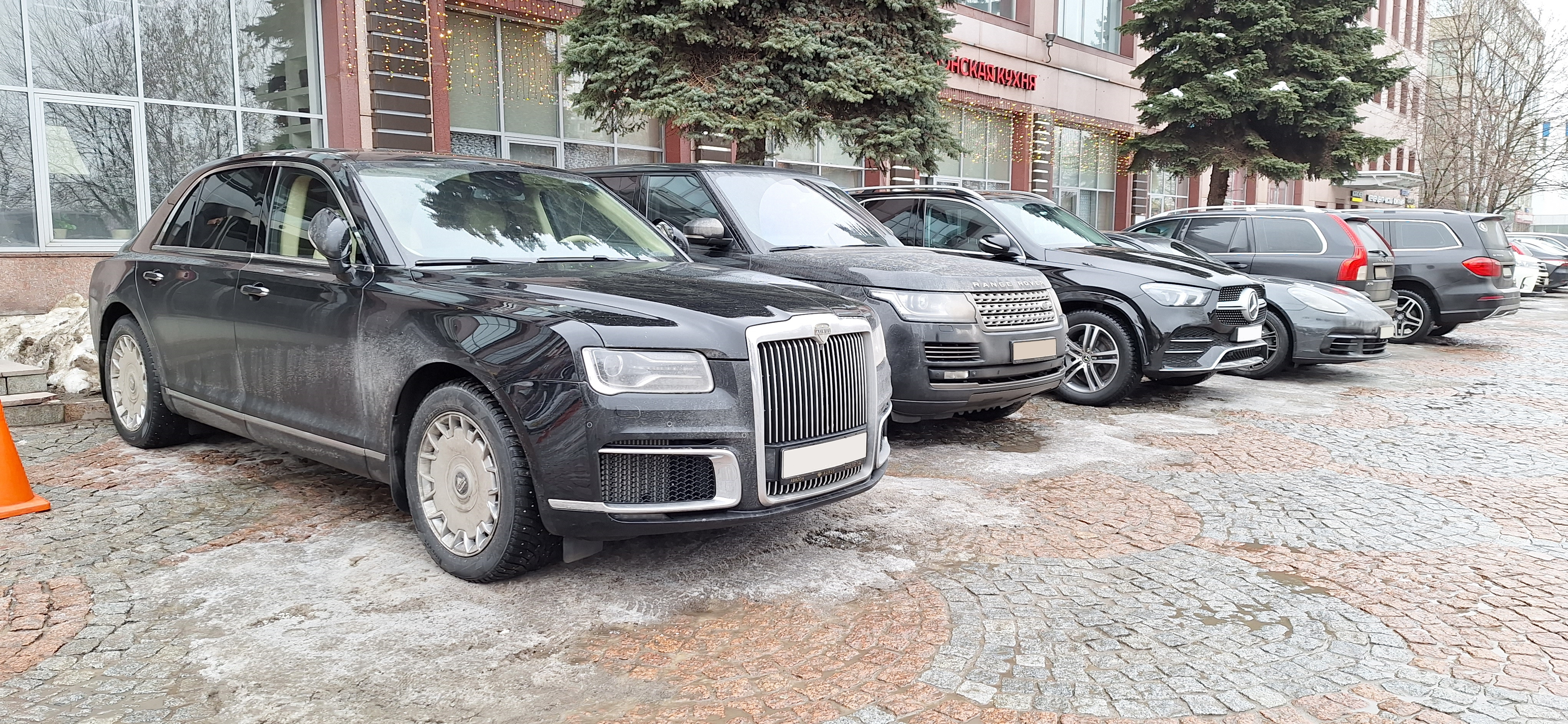
Aurus Senat pendant l'Hiver.

L'Aurus Senat (russe : Сенат) est une automobile russe de type limousine, conçue par l'Institut central de recherche scientifique et automobile de Moscou (abrégé en russe NAMI). Il s'agit du premier véhicule présenté par la nouvelle marque russe Aurus Motors, contraction d’Aurum, or en latin, et de Russie. Devrait suivre une gamme de véhicules dénommée « Kortezh » et destinée au grand public, incluant des voitures de type berline, SUV et monospace.
Les limousines sont fabriquées dans une usine à Ielabouga par une coentreprise entre Ford et Sollers. Le 1er mars 2022, Ford Motor Company a suspendu sa coentreprise avec Sollers en réponse à l'Invasion de l'Ukraine par la Russie en 2022.

## Caractéristiques
L'Aurus Senat pèserait 2,65 tonnes et elle est propulsée par un moteur V8 4,4 litres de plus de 600 chevaux, moteur développé par l'Institut central de recherche scientifique et automobile de Moscou, avec l'aide d'ingénieurs du constructeur automobile allemand Porsche et de la société française experte en design sonore industriel Sound To Sight. La voiture mesure, en version longue, jusqu'à 6,62 mètres de long et 2 mètres de large.
L'Aurus Senat est fabriquée par l'entreprise russe Sollers, par ailleurs spécialisée dans l'assemblage de véhicules de marques japonaises et américaines, ainsi que dans la production de camions et de bus sous la marque UAZ.

## Présentation
L'Aurus Senat est présentée le 7 mai 2018, dans sa version voiture présidentielle blindée, pour transporter le président russe Vladimir Poutine lors de sa cérémonie d'investiture. Elle est alors officiellement présentée comme la limousine présidentielle la plus longue et la plus puissante au monde, même si ces affirmations ne sont pas vérifiables à ce jour.

## Positionnement
L'Aurus Senat se positionne en concurrente des marques automobiles de luxe, comme Bentley ou Rolls-Royce. Mais la voiture est d'abord conçue comme un symbole national, elle représente le savoir-faire en matière de constructions automobiles en Russie. En février 2024, Poutine a offert une Aurus Senat à Kim Jong Un, le chef de l’État de la Corée du Nord. Ce cadeau constitue une violation des sanctions de l'ONU interdisant l'exportation des produits de luxe vers la Corée du Nord.